# 大峯明菜
大峯 明菜（おおみね あきな、1985年8月17日 - ）は、山口県出身の元競艇選手。登録番号4267。身長157cm。血液型AB型。93期。兄に競艇選手の大峯豊（登録番号4237）、夫も同じ競艇選手の伊藤啓三（登録番号3838）。同期に岡祐臣、渡辺浩司、長田頼宗がいる。

## 来歴
- やまと競艇学校時代は、リーグ戦勝率5.91（準優出5　優出4）の成績を残した。
- 2003年11月14日、下関競艇場でデビュー（5着）。
- 2004年4月3日、桐生競艇場での一般競走で初勝利（78走目）
- 2009年3月26日、登録消除。

## 戦績
- 出走回数：438回
- 1着回数：11回
- 優出回数：0回
- 優勝回数：0回
- フライング(F)回数：2回
- 出遅れ(L)回数：0回
- 通算勝率：2.65
- 2連対率：7.76
- 3連対率：16.89
- 生涯獲得賞金：19,243,800円